# Helcogramma steinitzi
Helcogramma steinitzi är en fiskart som beskrevs av Clark, 1980. Helcogramma steinitzi ingår i släktet Helcogramma och familjen Tripterygiidae. Inga underarter finns listade i Catalogue of Life.